# Radhouane Bouster
Radhouane Bouster (Paris, 2 de dezembro de 1954) é um fundista profissional francês.
Radhouane Bouster venceu a Corrida Internacional de São Silvestre, em 1978.